# Droga wojewódzka nr 253
Droga wojewódzka nr 253 (DW253) – droga wojewódzka w województwie kujawsko-pomorskim łącząca Łabiszyn z drogą nr 251 w miejscowości Murczyn.

## Miejscowości przy trasie
- Łabiszyn
- Załachowo
- Murczyn